# Miramar (Nouvelle-Zélande)
Pour les articles homonymes, voir Miramar.
Miramar est une banlieue de la cité de Wellington, située dans le sud de l’Île du Nord de la Nouvelle-Zélande.

## Situation
Elle est située au sud-est du centre de la cité de Wellington, qui est la capitale de la Nouvelle-Zélande.
Elle est localisée sur la péninsule de Miramar (en), directement à l’est de l’isthme de Rongotai  et c’est le site de l’Aéroport international de Wellington.
Elle est limitée au nord  par la ville de Maupuia, au nord-est par Karaka Bays, à l’est par Worser bay, au sud-est par la banlieue de Seatoun, au sud par Strathmore Park, au sud-ouest par Rongotai, à l’ouest par la banlieue de Kilbirnie.

## Toponymie
Le nom original Māori pour le secteur était, quand c’était encore une île: Te Motu Kairangi (signifiant « estimée » ou « Île précieuse ») . 
Miramar signifie « vue sur la mer » en espagnol.
Le nom fut choisi par l’Écossais Coutts Crawford (en)(1817-1889), l'un des premiers européens à s'être installé dans la région.

## Histoire
Crawford était un ancien officier de la Royal Navy converti dans les affaires et devenu un colon, qui arriva en 1840 à Wellington.
Crawford établit une ferme sur la péninsule, qui à cette époque était connue sous le nom de Péninsule de Watt et drainait un important lagon connu sous le nom de Burnham Water. 
Ce lagon couvrait l’essentiel des terres basses de la péninsule.
Maintenant cette zone est occupée par des maisons de banlieue avec des rues, des parcs et des magasins.
Le 18 novembre 1904, le Miramar Borough fut constitué. 
En avril 1921, le bourg de Miramar fut incorporé dans la Cité de Wellington.
Les enregistrements de la fusion peuvent toujours être consultés aujourd’hui par le biais du site du conseil de la cité de Wellington (en).

## Cinéma
Avant la Deuxième Guerre Mondiale, en 1936, le premier gouvernement travailliste de la Nouvelle-Zélande (en) acheta une compagnie indépendante de film appelée Filmcraft, localisée dans Darlington Road, au niveau de Miramar et il mit en place une production cinématographique nationale complète, pour les films du gouvernement, pour couvrir la contribution de la Nouvelle-Zélande à la guerre mais aussi la célébration du centenaire du pays en 1940). 
Elle fut appelée National Film Unit (en) .
En 1979, la NFU se déplaça vers la banlieue d'Avalon, proche de Lower Hutt, à côté de l’entité de la télévision nationale nommée Avalon Studios (en).
À la fin du XXe siècle, le réalisateur Peter Jackson acheta l’unité de réalisation des films, pour produire ses propres films. 
Il utilisa les installations de la NFU alors qu’il était en train de faire  le film Braindead. 
Depuis lors, Peter Jackson a acheté l'Unité de production des films pour la ramener à Miramar, qui pourrait maintenant être considéré comme l’arme suprême de son empire.
Jackson et ses collègues Richard Taylor (VFX) et Jamie Selkirk (monteur et éditeur) ont construit des studios de plusieurs millions de dollars pour les prises de vues, les prises de son, et des installations de pré et post-production dans Miramar, qui comportent Stone Street Studios, Park Road Post (en), Weta Digital, et Weta Workshop.
Peter Jackson filma ainsi les scènes de studio de la trilogie du  Le Seigneur des anneaux et King Kong dans Miramar. 
Miramar avait été salué par le réalisateur mexicain Guillermo del Toro comme étant un « Hollywood, la voie que dieu voulait ».

## Éducation
Il y a quatre écoles primaires dans la péninsule de Miramar : 
- Holy Cross School (allant de l’année 1 à 8),
- Miramar Central School (allant de l’année 1 à 6),
- Miramar Christian School (allant de l’année 1 à 8),
- Miramar North School (allant de l’année 1 à 6).

## Autres lectures
- (en) John Struthers, Miramar Peninsula : A Historical and Social Study, Wellington, John Struthers; Wright & Carman, 1975

- New Zealand Gazetteer